# The Six Million Dollar Mon
The Six Million Dollar Mon (рус. «Чувак на шесть миллионов») — 7 эпизод 7 сезона мультсериала «Футурама».

## Сюжет
Гермес Конрад проводит ежегодную проверку производительности сотрудников Planet Express, по результатам которой самый неэффективный работник должен быть уволен. Этим работником оказывается Гермес Конрад. Как и положено законопослушному бюрократу, ямаец передаёт свои полномочия присланному из Бюрократического центра роботу и увольняется. Больше всех это событие расстраивает Зойдберга, который вопреки здравому смыслу считает Гермеса своим лучшим другом.
Гермес тяжело переживает свою отставку. Его самолюбие задевает факт собственной неэффективности по сравнению с современными роботами. Гермес решается на апгрейд и имплантирует себе в грудь гарпун. Эффективность его как бюрократа резко возрастает. Гермес возвращается на работу в компанию и, желая максимально повысить свою производительность, продолжает процесс своей киборгизации. В итоге от человека в нём остаётся только мозг. Свои отрезанные конечности бюрократ отдаёт Зойдбергу, который собирает из них куклу для чревовещания.
Гермес принимает решение об окончательном апгрейде — замене органического мозга на электронный. Профессор Фарнсворт соглашается провести эту операцию. Мозговую плату коллеги находят на кладбище роботов (по иронии судьбы это оказывается мозг казнённого незадолго до этого маньяка Роберто). Когда же всё готово для пересадки, Фарнсворт под давлением жены Гермеса ЛаБарбары отказывается от роли хирурга. Неожиданно для всех Зойдберг вызывается заменить профессора. Он проводит операцию, после чего реплантирует мозг Гермеса своей чревовещательной кукле, вернув таким образом ЛаБарбаре мужа, а Двайту — отца. В этот момент Роберто пробуждается в новом теле. Сумасшедший робот одержим идеей снять с человека кожу и съесть её. Поймав Гермеса, Роберто проглатывает срезанный с руки бюрократа лоскут кожи. Однако вследствие любви ямайца к карри плоть Гермеса оказывается настолько острой, что робот расплавляется. Гермес благодарит Зойдберга за этот поступок.

## Интересные факты
- На стене неподалёку от клиники Юрия находится надпись на инопланетном языке, которая гласит: «If you lived here you’d be homeless by now».
- Впервые Скраффи появляется в кадре не с эротическим журналом, а с книгой. Впрочем, книга «Уборщик леди Чаттерлей» (англ. «Lady Chatterley's Janitor») — явно аналог романа Дэвида Лоуренса «Любовник леди Чаттерлей», который в своё время подвергся резкой критике за излишнюю откровенность.